# Општина Сврљиг
Општина Сврљиг je општина у Нишавском округу у југоисточној Србији. Центар општине је град Сврљиг са 7.553 становника. Ово је општина са најнижом просечном зарадом по запосленом у 2005. години по окрузима и општинама у Републици Србији. Налази се на 167. месту са 6640 динара.
Први, релативно, писмени траг о граду Сврљигу налази се у 4. веку на наше ере, на путној карти Tabula Peuntingeriana. Године 1297. Написано је Сврљишко јеванђеље, које је најстарији до сада пронађен спис у источној Србији ( објављен 1994. ). Општина Сврљиг, са својим 38. Насеља и градским средиштем, заузима површину од 497.000 м2, и припада Нишком региону. Омеђена је Сврљишким планинама, а кроз сам град Сврљиг протиче река Тимок. Броји око 17 000 становника, од чега близу 10.000 живи у Сврљигу. Познати Сврљишки брендови су далеко познато Сврљишко јагње, белмуж, и природни нектар меда. На овим просторима може се чути и звук правих српских гајди. У крашким стенама има доста пећина, од којих је најпознатија 400 м дуга Преконошка пећина. Сматра се да је ово некад била најлепша пећина Србије, са изузетним накитом
Према подацима са последњег пописа 2022. године у општини је живело 10.781 становник (према попису из 2011. било је 14.249 становника).

## Насељена места
Општина Сврљиг се састоји из 39 насељених места од којих је једно градско, Сврљиг. Највеће насељено место и седиште општине је Сврљиг. Од 38 села, два имају преко 300 становника (Драјинац и Преконога), два између 200 и 300 (Нишевац и Грбавче), 9 између 100 и 200, а 25 имају мање од 100 становника.
| Насељено место | Број становника | Број становника | Промена (%) |
| Насељено место | Попис 2011.     | Попис 2022.     | Промена (%) |
| -------------- | --------------- | --------------- | ----------- |
| Белоиње        | 268             | 190             | -29,10%     |
| Бурдимо        | 289             | 131             | -54,67%     |
| Бучум          | 76              | 34              | -55,26%     |
| Варош          | 94              | 48              | -48,94%     |
| Влахово        | 107             | 61              | -42,99%     |
| Галибабинац    | 220             | 89              | -59,55%     |
| Гојмановац     | 66              | 38              | -42,42%     |
| Грбавче        | 417             | 238             | -42,93%     |
| Гулијан        | 134             | 80              | -40,30%     |
| Гушевац        | 213             | 122             | -42,72%     |
| Давидовац      | 133             | 57              | -57,14%     |
| Драјинац       | 542             | 392             | -27,68%     |
| Ђуринац        | 189             | 135             | -28,57%     |
| Жељево         | 52              | 37              | -28,85%     |
| Извор          | 439             | 183             | -58,31%     |
| Копајкошара    | 68              | 31              | -54,41%     |
| Лабуково       | 70              | 19              | -72,86%     |
| Лалинац        | 303             | 192             | -36,63%     |
| Лозан          | 119             | 74              | -37,82%     |
| Луково         | 161             | 64              | -60,25%     |
| Манојлица      | 166             | 96              | -42,17%     |
| Мерџелат       | 109             | 85              | -22,02%     |
| Мечји До       | 29              | 8               | -72,41%     |
| Нишевац        | 416             | 287             | -31,01%     |
| Околиште       | 92              | 39              | -57,61%     |
| Округлица      | 164             | 90              | -45,12%     |
| Палилула       | 51              | 26              | -49,02%     |
| Периш          | 125             | 59              | -52,80%     |
| Пирковац       | 26              | 19              | -26,92%     |
| Плужина        | 255             | 157             | -38,43%     |
| Попшица        | 111             | 54              | -51,35%     |
| Преконога      | 465             | 382             | -17,85%     |
| Радмировац     | 132             | 75              | -43,18%     |
| Рибаре         | 232             | 191             | -17,67%     |
| Сврљиг         | 7.553           | 6.762           | -10,47%     |
| Сливје         | 88              | 50              | -43,18%     |
| Тијовац        | 73              | 31              | -57,53%     |
| Црнољевица     | 189             | 140             | -25,93%     |
| Шљивовик       | 13              | 15              | +15,38%     |
| Општина Сврљиг | 14.249          | 10.781          | -24,34%     |

## Демографија
|             | \| Демографија[3] \| Демографија[3] \| Демографија[3] \| \| Година \| Становника \| Становника \| \| -------------- \| -------------- \| -------------- \| \| 1948. \| 32.282 \| \| \| 1953. \| 32.939 \| \| \| 1961. \| 30.260 \| \| \| 1971. \| 26.505 \| \| \| 1981. \| 24.242 \| \| \| 1991. \| 20.740 \| \| \| 2002. \| 17.284 \| \| \| 2011. \| 14.249 \| \| \| 2022. \| 10.781 \| \| |            |
| Демографија | |            |
| Година      | Становника | Становника |
| 1948.       | 32.282 |            |
| 1953.       | 32.939 |            |
| 1961.       | 30.260 |            |
| 1971.       | 26.505 |            |
| 1981.       | 24.242 |            |
| 1991.       | 20.740 |            |
| 2002.       | 17.284 |            |
| 2011.       | 14.249 |            |
| 2022.       | 10.781 |            |

Општина Сврљиг је према последњем попису из 2022. године имала 10.781 становника што је за 3.468 мање (-24,34%) у односу на претходни попис 2011. на коме је било 14.249 становника.
Према попису из 2022. већину становништва су чинили Срби који чине 95,50% укупног становништва.
| Етнички састав према попису из 2022.‍ | Етнички састав према попису из 2022.‍ | Етнички састав према попису из 2022.‍ | Етнички састав према попису из 2022.‍ | Етнички састав према попису из 2022.‍ |
| ------------------------------------ | ------------------------------------ | ------------------------------------ | ------------------------------------ | ------------------------------------ |
|                                      |                                      |                                      |                                      |                                      |
| Срби                                 | Срби                                 |                                      | 10.296                               | 95,50%                               |
| Роми                                 | Роми                                 |                                      | 92                                   | 0,85%                                |
| Македонци                            | Македонци                            |                                      | 10                                   | 0,09%                                |
| Југословени                          | Југословени                          |                                      | 8                                    | 0,07%                                |
| Мађари                               | Мађари                               |                                      | 5                                    | 0,05%                                |
| Остали                               | Остали                               |                                      | 32                                   | 0,30%                                |
| Неизјашњени                          | Неизјашњени                          |                                      | 59                                   | 0,55%                                |
| Непознато                            | Непознато                            |                                      | 279                                  | 2,59%                                |